# Kanda Matsuri

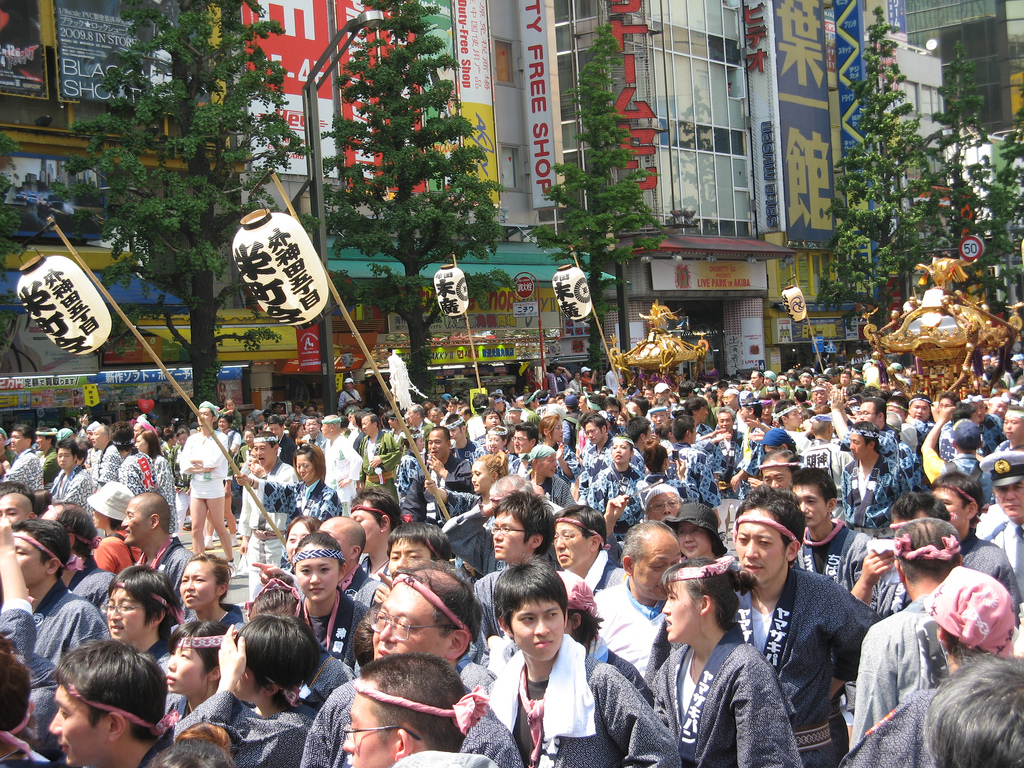
Festival nel 2009

Kanda Matsuri (神田祭) o Festival di Kanda , è uno dei tre grandi festival shintoisti di Tokyo, insieme al Fukagawa Matsuri e al Sannō Matsuri . Il festival iniziò all'inizio del XVII secolo come celebrazione della vittoria decisiva di Tokugawa Ieyasu nella battaglia di Sekigahara e continuò come dimostrazione della prosperità dello shogunato Tokugawa durante il periodo Edo.  Inoltre, l'attuale forma del festival si tiene anche in onore del kami di Kanda Myōjin (Santuario di Kanda).
La festa si tiene il sabato e la domenica più prossimi al 15 maggio, ma poiché si alterna al Sannō Matsuri, si tiene solo negli anni dispari. In questi anni, il festival si svolge al Santuario di Kanda e nei distretti circostanti del centro di Tokyo. Le sue importanti sfilate coinvolgono oltre 200 mikoshi , oltre a musicisti, ballerini e carri allegorici .